# Bun B

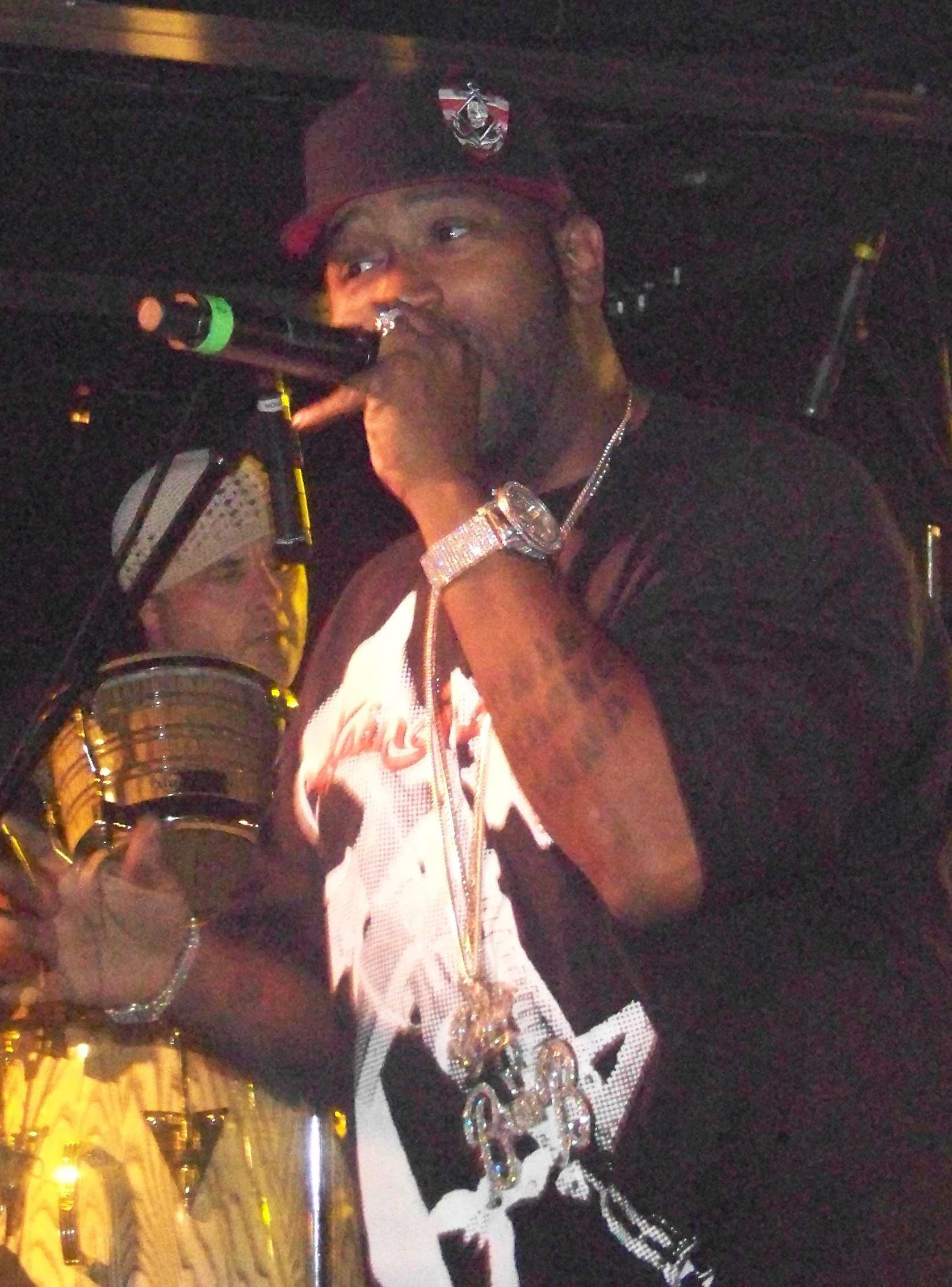
Bun B (2008)

Bun B (* 19. März 1973 in Port Arthur, Texas; eigentlich Bernard Freeman) ist ein US-amerikanischer Rapper, der derzeit bei Rap-A-Lot Records, einem US-amerikanischen Hip-Hop-Label in Houston unter Vertrag steht.

## Leben
Bun B gründete zusammen mit dem Rapper Pimp C Ende der 80er-Jahre die Formation UGK (Underground Kingz).
Im Jahr 2000 gründete er als Nebenprojekt Mddl Fngz, aber sein Hauptprojekt blieb weiterhin UGK. Das änderte sich jedoch am 28. Januar 2002, als Pimp C wegen des Besitzes und Verkaufs von Waffen für acht Jahre ins Gefängnis musste. Pimp C wurde vorzeitig am 30. Dezember 2005 aus dem Gefängnis entlassen, auf Bewährung bis 2009, starb aber am 4. Dezember 2007. 
Zwischenzeitlich hatte Bun B sich selbstständig gemacht und veröffentlichte 2005 sein Debütalbum Trill, das Platz 6 der US-Charts erreichte und für mehr als 500.000 verkaufte Exemplare eine Goldene Schallplatte erhielt. Vor dem Tod von Pimp C brachte das Duo UGK 2007 als fünftes Studioalbum noch die Doppel-CD Underground Kingz heraus.

## Diskografie

### Alben
| Jahr | Titel                  | Höchstplatzierung, Gesamtwochen, AuszeichnungChartsChartplatzierungen (Jahr, Titel, Platzierungen, Wochen, Auszeichnungen, Anmerkungen) | Anmerkungen                                                  |
| Jahr | Titel                  | US | Anmerkungen                                                  |
| ---- | ---------------------- | --- | ------------------------------------------------------------ |
| 2005 | Trill                  | US6 Gold · (24 Wo.)US | Erstveröffentlichung: 13. September 2005 Verkäufe: + 500.000 |
| 2008 | II Trill               | US2 (16 Wo.)US | Erstveröffentlichung: 20. Mai 2008                           |
| 2010 | Trill OG               | US4 (10 Wo.)US | Erstveröffentlichung: 3. August 2010                         |
| 2013 | Trill OG: The Epilogue | US30 (2 Wo.)US | Erstveröffentlichung: 11. November 2013                      |
| 2018 | Return of the Trill    | US150 (1 Wo.)US | Erstveröffentlichung: 31. August 2018                        |

### Mixtapes
- 2005: King of the Trill
- 2005: Legends (mit Mddl Fngz)
- 2005: Whut It Dew (Vol. 2) (mit Rapid Ric und Killa Kyleon)
- 2006: Gangsta Grillz: The Legends Series (Vol. 1) (mit DJ Drama und Mddl Fngz)
- 2006: Texas Legends (mit K-Sam)
- 2008: Bun House (mit DJ Rell)
- 2010: No Mixtape

### Singles
| Jahr | Titel Album              | Höchstplatzierung, Gesamtwochen, AuszeichnungChartplatzierungen (Jahr, Titel, Album, Platzierungen, Wochen, Auszeichnungen, Anmerkungen) | Höchstplatzierung, Gesamtwochen, AuszeichnungChartplatzierungen (Jahr, Titel, Album, Platzierungen, Wochen, Auszeichnungen, Anmerkungen) | Höchstplatzierung, Gesamtwochen, AuszeichnungChartplatzierungen (Jahr, Titel, Album, Platzierungen, Wochen, Auszeichnungen, Anmerkungen) | Höchstplatzierung, Gesamtwochen, AuszeichnungChartplatzierungen (Jahr, Titel, Album, Platzierungen, Wochen, Auszeichnungen, Anmerkungen) | Höchstplatzierung, Gesamtwochen, AuszeichnungChartplatzierungen (Jahr, Titel, Album, Platzierungen, Wochen, Auszeichnungen, Anmerkungen) | Anmerkungen                                                             |
| Jahr | Titel Album              | DE | AT | CH | UK | US | Anmerkungen                                                             |
| ---- | ------------------------ | --- | --- | --- | --- | --- | ----------------------------------------------------------------------- |
| 2005 | Give Me That Savage Life | — | — | — | — | US29 (20 Wo.)US | Erstveröffentlichung: 22. Januar 2005 Webbie feat. Bun B                |
| 2005 | Check on It #1’s         | DE11 (16 Wo.)DE | AT10 (19 Wo.)AT | CH7 (26 Wo.)CH | UK3 (16 Wo.)UK | US1 ×2Doppelplatin + Platin (Mastertone) · (28 Wo.)US                                                                                    | Erstveröffentlichung: 13. Dezember 2005 Beyoncé feat. Slim Thug & Bun B |

Weitere Singles
- 2005: Draped Up (feat. Lil’ Keke)
- 2006: Git It (feat. Ying Yang Twins)
- 2006: Trill Recognize Trill (feat. Ludacris)
- 2006: Get Throwed (feat. Pimp C, Z-Ro, Young Jeezy und Jay-Z)
- 2008: That’s Gangsta (feat. Sean Kingston)
- 2010: Trillionaire (feat. T-Pain)
- 2010: Put It Down (feat. Drake)
- 2013: Fire (feat. Rick Ross, 2 Chainz und Serani)

### Gastbeiträge (Auswahl)
- 2007: My '64 - Mike Jones (mit Snoop Dogg und Bun B)
- 2009: City Lights - Method Man und Redman (feat. Bun B)
- 2017: Candy Paint - Kodak Black (feat. Bun B)